# Беке, Андре
Андре Беке (фр. André Becquet; неизвестно — неизвестно) — бельгийский хоккеист на траве, полузащитник. Бронзовый призёр летних Олимпийских игр 1920 года.

## Биография
Андре Беке в 1920 году вошёл в состав сборной Бельгии по хоккею на траве на летних Олимпийских играх в Антверпене и завоевал бронзовую медаль. Играл в поле, провёл 2 матча, забил (по имеющимся данным) 2 мяча в ворота сборной Франции.
Других данных о жизни нет.